# Sératicine
La Sératicine est le nom donné au composé chimique extrait des sécrétions de l'asticot de la Mouche verte commune (Lucilia sericata).
Ce composé est un puissant antibiotique testé avec succès en laboratoire sur douze souches différentes de Staphylococcus aureus résistant à la méticilline (SARM) ainsi que sur d'autres bactéries impliquées dans les infections nosocomiales.
Il a été découvert par l'équipe de Norman Ratcliffe de l'Université de Swansea au Pays de Galles, mais n'a pas encore été synthétisé ni testé sur l'homme.

### Sources
- Science et Vie n°1093 Octobre 2008 page 44